# Ryjice
Ryjice település Csehországban, az Ústí nad Labem-i járásban. Ryjice Ústí nad Labem, Chuderov és Povrly településekkel határos. Lakosainak száma 194 fő (2024. január 1.).

## Népesség
A település lakosságának változását az alábbi diagram mutatja:
| Lakosok száma | 219  | 204  | 292  | 326  | 195  | 196  | 187  | 185  | 190  | 194  |
|               | 1869 | 1890 | 1921 | 1950 | 1980 | 2001 | 2017 | 2019 | 2022 | 2024 |